# Kroksjön (Skällinge socken, Halland)
Kroksjön är en sjö i Varbergs kommun i Halland och ingår i Ätrans huvudavrinningsområde.